# PyQt
PyQT — оболонка на мові програмування Python для бібліотеки Qt.
Бібліотека реалізована в Python-модулях, та охоплює близько 1000 класів. 
PyQt розробляється англійською компанією Riverbank Computing.
Підтримуються операційні системи Microsoft Windows, Linux, OS X, iOS та Android.
PyQt є вільним програмним забезпеченням і розповсюджується на умовах ліцензії GNU GPL v3 для некомерційного використання.
Для комерційного використання існує окрема пропрієтарна ліцензія.
Поточна версія PyQt5, відповідно підтримує Qt5. Попередня версія Qt4 більше офіційно не підтримується.

## Приклад коду
Цей код відобразить невеличке вікно на екрані.
```
#! /usr/bin/env python3

# Ця позначка дозволяє запускати на unix-системах скрипт без вказування інтерпретатора.

# Тут виконується імпорт необхідних класів.

# Базові віджети знаходяться в модулі QtWidgets (для версії PyQt4 це модуль QtGUI).

import
 
sys

from
 
PyQt5.QtWidgets
 
import
 
QApplication
,
 
QWidget

# Кожна PyQt-програма повинна створити базовий об'єкт застосунка.

# Об'єкт застосунка також знаходиться в модулі QtWidgets.

app
 
=
 
QApplication
(
sys
.
argv
)

# Клас QWidget є базовим класом для всіх віджетів в PyQt.

# Тут створюється конструктор по замовчуванню, який не має батьківських об'єктів.

# Віджет без батьківських об'єктів називається вікном.

win
 
=
 
QWidget
()

# Тут виставляється потрібний розмір віджета-вікна.

win
.
resize
(
320
,
 
240
)

# Тут задається заголовок вікна.

win
.
setWindowTitle
(
"Привіт, світе!"
)

# Метод show() відобразить вікно на екрані.

win
.
show
()

# Це запускає на виконання об'єкт застосунка.

# Вся програма починає виконуватись у власному робочому циклі.

# Без методу exec() програма нічого б не виконала і відразу б закрилась.

app
.
exec
()

# Тепер програма завершиться сама, як тільки користувач закриє основне (останнє) вікно.

```

## Подальше читання
- Summerfield, Mark (28 жовтня 2007), Rapid GUI Programming with Python and Qt (вид. 1st), Prentice Hall, с. 648, ISBN 978-0-13-235418-9, архів оригіналу за 31 березня 2009, процитовано 10 жовтня 2017 - Описується PyQt4
- Rempt, Boudewijn (2002), GUI Programming with Python: QT Edition, OpenDocs, архів оригіналу за 9 квітня 2010, процитовано 10 жовтня 2017 - Описується PyQt3